# Hekimoğlu
Hekimoğlu é uma série de televisão turca, produzida pela Karga Seven Pictures e exibida pelo Kanal D de 17 de dezembro de 2019 a 25 de junho de 2021, com direção de Hülya Gezer. Sua trama principal é livremente baseada na série de televisão norte-americana House, M.D..
Conta com as participações de Timuçin Esen, Okan Yalabık, Ebru Özkan, Kaan Yıldırım, Aytaç Şaşmaz e Damla Colbay.

## Enredo
O Dr. Hekimoglu é um médico carismático e bem-sucedido de 40 anos de idade, ele é o chefe do departamento de diagnóstico do hospital onde trabalha. Hekimoglu investiga doenças sem relações individuais e resolve cada caso como um detetive junto com sua equipe.

## Elenco
- Timucin Esen como Ateş Hekimoğlu
- Okan Yalabik como Orhan
- Ebru Ozkan Saban como İpek Tekin
- Kaan Yildirim como Mehmet Ali Çağlar
- Aytaç Şaşmaz como Emre Acar
- Damla Colbay como Zeynep Can
- Belçim Bilgin como Selin Kurt
- Güven Kıraç como Vahap Ergün